# Glossosoma pyroxum
Glossosoma pyroxum là một loài Trichoptera trong họ Glossosomatidae. Chúng phân bố ở miền Tân bắc.